# مسجد حاجی قربان‌قلی
مسجد حاجی قربانقلی مسجدی اسلامی واقع در شهر ماری، ترکمنستان می‌باشد. ساخت و ساز این بنا از سال ۲۰۰۱ آغاز و در سال ۲۰۰۹ و در دوران ریاست جمهوری قربان‌قلی بردی‌محمدف به پایان رسید. این بنا اثری شاخص با چهار مناره در شهر ماری می‌باشد. معماران این بنا کاکاجان دوردیف و دورلی دوردیف هستند که آن را به سبک معماری اسلامی طراحی کرده بودند.

## تاریخچه
شروع این پروژه توسط معماران عشق‌آبادی کاکاجان دوردیف و دورلی دوردیف در سال ۲۰۰۱ بود. در حالی که تکمیل این بنا به دلیل مشکلات مالی با وقفه‌ای طولانی مواجه شد. در سال ۲۰۰۷ و در نشست مشترک شورای مردمی ماری ترکمنستان با رئیس‌جمهورشان، از وی برای تکمیل پروژه مسجد درخواست کمک شد. در این خصوص قربان‌قلی بردی‌محمدف از اختصاص ۱ میلیون دلار از صندوق خیریه ریاست جمهوری برای تکمیل ساخت این بنا خبر داد.
در بهار سال ۲۰۰۹ و به دلیل اعتقاد کسانی که به شرافتمندی قربان‌قلی بردی‌محمدف باور داشتند این مسجد به نام حاجی قربان‌قلی نامگذاری شد. در مراسم افتتاح این مسجد شخص قربان‌قلی بردی‌محمدف خود حضور داشتند و مراسم شامی تحت صدقه برپا شد.

## معماری
این بنا شامل یک گنبد و چهار گلدسته در گوشه هاست. ارتفاع این گلدسته‌ها به ۶۳ متر می‌رسد. قطر دایره کشیده شده در بیرون بنا نیز ۶۳ متر است. صحن داخلی مسجد به صورت دو منوره برای ادای فریضه نماز و دعا به صورت همزمان و با ظرفیت ۲۵۰۰ نفر ساخته شد. طبقه فوقانی مسجد نیز برای خانم‌ها در نر گرفته شده است. هشت ستون ۲۴ متری وظیفه نگهداری گنبد را برعهده دارند.
معماری داخلی آن شامل سنگ مرمر، کاشی‌های منقش، گچبری‌های طرح دار، موزاییک‌های تزئینی و سنگ‌های حکاکی شده می‌باشد. بر روی دیوارها سوره‌های قرآن به همراهی نقاشیخط‌های متون تاریخی به زبان عربی قابل مشاهده است.
همچنین نمای مسجد نیز با سنگ مرمر مزین گشته است؛ و گنبد فیروزه ای که طلاکاری شده است.